# Гидросистема
Гидросистема (гидрасистема) (сокр. от гидравлическая система) — это совокупность элементов, воздействующих на текучую среду таким образом, что свойства каждого элемента оказывают влияние на состояние текучей среды во всех элементах системы.
В отношении проблем, связанных с проектированием и контролем гидросистем, существует понятие гидравлическая цепь, введенное академиком А. П. Меренковым.
Данное определение гидросистем фактически подчеркивает взаимосвязь свойств множества элементов посредством текучей среды, что вытекает из определения — система, то есть единой сущности, объединяющей множество элементов по каким-либо критериям.
Различают природные и технические гидросистемы. Примерами сложных технических гидросистем являются системы сбора и подготовки нефти и газа, водо- и газоснабжения, канализации, ирригационных каналов и т. п. К Природным гидросистемам можно отнести системы продуктивных пластов, насыщенных водой, газом, газоконденсатом или нефтью.
Несмотря на разнообразие гидросистем, отличающихся назначением, структурой, гидравлическими и размерными характеристиками, по мнению многих авторов, все они содержат одни и те же элементы.
Накопители текучей среды — замкнутые объёмы естественного и искусственного происхождения, служащие для вмещения текучей среды и придающие ей относительно стабильный энергетический потенциал. Они характеризуются пренебрежимо малыми скоростями течения жидкости и газа, которые не влияют на функционирование рассматриваемой системы. К данным элементам следует относить различные ёмкости, водохранилища, моря, озера, реки, пористые пласты, атмосферу и т. п., которые являются оконечными для рассматриваемой гидросистемы.
В рамках выбранной гидросистемы они могут служить как источником, так и приемником текучей среды.
Аппараты для сообщения или поглощения энергии текучей среды — аппараты, служащие для целенаправленного преобразования различных видов энергий в энергию текучей среды и наоборот: энергии текучей среды в другие виды энергий.
Устройства по управлению потоком текучей среды — устройства, служащие для изменения гидравлических параметров и направления перемещения потока. Этими устройствами являются задвижки, клапаны, распределители потоков, штуцеры, регуляторы расхода и давления и т. п.
Каналы связи — сооружения, необходимые для обеспечения направленного движения текучей среды от одного элемента гидросистем к другому. Каналами связи могут быть как открытые каналы ирригационных систем, так и закрытые трубопроводы, служащие единой цели: пропусканию сквозь себя потока текучей среды для обеспечения связи других элементов (УУ, АСП, НТС) рабочей средой.
Приборы для регистрации параметров текучей среды — устройства, предназначенные для контроля параметров потока текучей среды.
Основной проблемой, связывающей всю массу гидросистем, является расчёт параметров потоков текучей среды (или нескольких сред) в гидросистемах сетевой структуры с большим количеством элементов, которые различным образом изменяют свойства сред и их энергетические показатели.
Наиболее известными программными продуктами для моделирования, контроля и управления гидросистем являются Eclipse, Tempest, TimeZYX для гидросистем продуктивных пластов и PipeSim, «Экстра», HydraSym, OisPipe, «Гидросистема» для технических и смешанных (объединяющих природные и технические гидросистемы) гидросистем.

## Гидросистема летательного аппарата

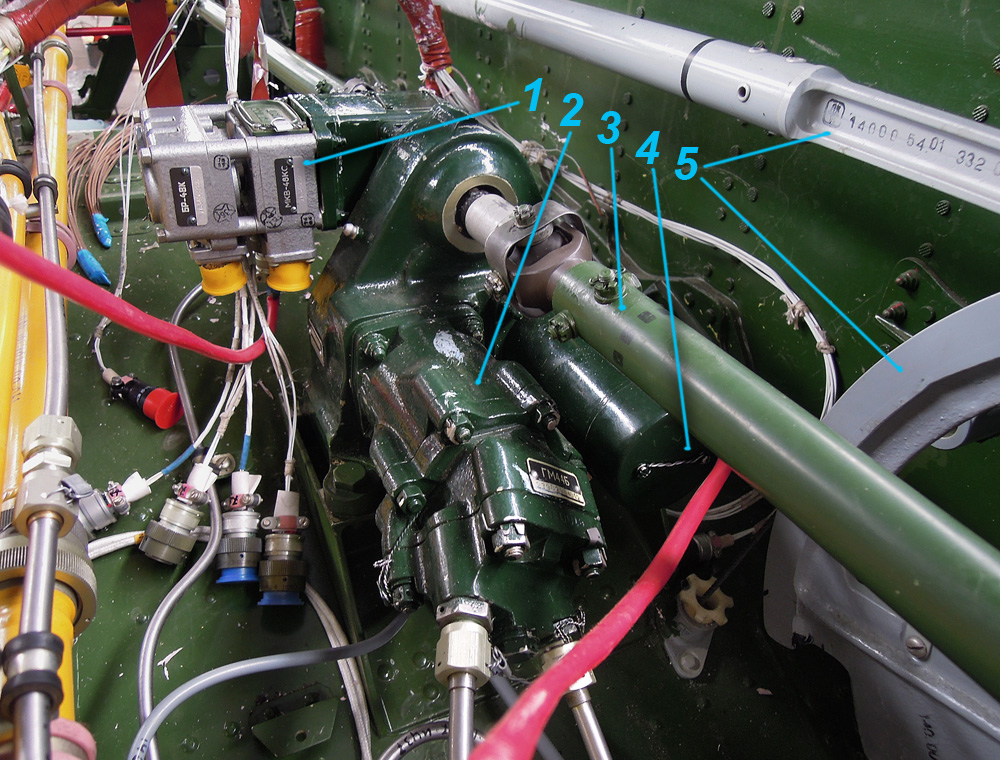
Основной привод закрылков самолёта Ан-140 — гидромотор

Гидросистемы широко применяются на летательных аппаратах, предназначенных для полётов в атмосфере, для привода управляющих поверхностей, выпуска-уборки шасси и других целей. Приняты несколько стандартных рабочих давлений, на которые серийно выпускаются агрегаты. На некоторых лёгких и сверхлёгких ЛА встречаются гидросистемы на давление 90 кг/см2, на средних и старых тяжёлых самолётах рабочее давление ГС составляет 150 кг/см2 (Ан-24, Ан-140, Ту-95), на большинстве средних и тяжёлых самолётов гидросистемы работают под давлением 210 кг/см2 (Ту-154, Ан-124 «Руслан» и мн. др.), а на некоторых тяжёлых самолётах номинальное давление в ГС равно 280 кг/см2 (напр., на Су-27 или Ту-160). Высокие давления выбраны для получения больших рабочих усилий при небольшом размере механизмов.
В качестве рабочей жидкости в настоящее время используется либо АМГ-10 (авиационное масло для гидросистем, состоит из керосина с присадками и красителем) или её зарубежный аналог FH51, либо негорючая жидкость НГЖ-4 или НГЖ-5. На старых типах ЛА (например, Пе-2) использовались другие жидкости — к примеру, спиртоглицериновая смесь АМГ-6, известная под жаргонным названием «ликёр "шасси"». Для предотвращения кавитации и вспенивания рабочей жидкости применяют наддув гидросистемы — бак с гидросмесью находится под избыточным давлением газа (воздуха или азота), который давит на жидкость и предотвращает её кавитацию в линиях слива и на входе насосов.
Для повышения надёжности на ЛА обычно имеются несколько раздельных гидросистем (например, на Ми-8 и Ан-148 — две гидросистемы, на Ту-22М и Ту-154 — три, на Ту-160 и Ан-124 — четыре, в значительной степени дублирующих друг друга), имеющих раздельные источники давления, магистрали, баки и зачастую раздельные потребители либо краны, полностью переключающие потребители с системы на систему. Пример переключения — на многих самолётах выпуск шасси возможен от любой из гидросистем, при этом жидкость подаётся в одни и те же полости гидроцилиндров шасси. Пример разделения потребителей — на Ту-154 имеется 5 гидроусилителей рулей и элеронов, в каждом из которых имеются три одинаковых рабочих камеры — каждая питается от своей гидросистемы. Пример смешанной схемы — на Ту-22 (не путать с Ту-22М) привод стабилизатора включает два гидромотора, из которых первый питается от 1-й ГС, второй — от 2-й, но при необходимости оба могут быть подключены к 3-й ГС.